# Museu de Porcelana de Petrópolis
Museu de Porcelana de Petrópolis, fundado em 2018, é um museu dedicado à porcelana que reúne um acervo de 1800 peças pintadas a mão e reúne, principalmente miniaturas de animais, dos séculos XIX e XX. O Museu de Porcelana fica no Centro Histórico de Petrópolis, ao lado do Relógio das Flores e próximo ao Museu Casa de Santos Dumont. O imóvel pertenceu a família do Marechal Rondon, e se trata de um prédio tombado que mantem suas características originais.

## Acervo
Todas as peças foram reunidas por um único colecionador ao longo de 20 anos, muitas foram trazidas ao Brasil por imigrantes europeus, no início do século XX. O museu também possui um banheiro do século XIX com cubas e vaso em porcelana inglesa.

### Coleções
Este é o primeiro museu das Américas dedicado exclusivamente a coleção e apresentação de animais de porcelana. A origem de produção das peças se localiza em países como Alemanha, Dinamarca, França e Inglaterra. Entre as figuras encontradas estão animais considerados pela cultura ocidental como selvagens e domésticos. São exemplos de animais contidos na coleção: cachorros, papagaios e peixes.
A coleção alemã e a de maior expressividade e conta com porcelanas de marcas como Rosenthal, Hustchenreuther, Kar Ens, Meissen.